# Велика-Горица
Ве́лика-Го́рица  (хорв. Velika Gorica) — седьмой по величине город в Хорватии, находится в Загребской жупании Загреб. Население — 33 339 человек, население всей общины Велика-Горица — 63 517 чел. (2001).

## Общие сведения
Велика-Горица находится в 15 километрах на юго-восток от центра Загреба, на низменной равнине, известной под именем Турополье. Город расположен неподалёку от городского аэропорта, считается частью Большого Загреба и входит в состав столичного округа. В столицу из Великой Горицы идёт шоссе, проходящее через аэропорт. Другое шоссе идёт из города на юго-восток в сторону Сисака и Петриньи. Автомагистраль А11 идёт в центр Загреба.

## История
Вся долина Савы в районе современного Загреба была заселена с древних времён. В восьми километрах к северо-востоку от современной Великой Горицы находился римский город Андавтония. Первое упоминание о Великой Горице датируется 1278 годом. В Средние века и Новое время Велика-Горица была центром «Дворянской общины Турополье». Она часто подвергалась турецким нашествиям, в результате которых сильно пострадала местная церковь, практически заново отстроенная в середине XVII века.
Исторически, основным видом экономики города является торговля — на главной площади регулярно проводятся ярмарки. Несмотря на то, что первая школа в городе появляется в XVIII веке, она не находит должного интереса у местных жителей и сносится через несколько десятилетий.
Бурный экономический рост Велика-Горица переживает в конце XIX века, когда расширяется территория города. Старая городская площадь становится местом торговли лошадьми, а площадь короля Томислава занимает фондовый рынок. Богатые купцы застраивают центр города своими домами. Особая заслуга в развитии города принадлежит префекту Луи Йосиповичу, при котором в Велика-Горице была возведена целая серия государственных и общественных зданий.
В 1901 году город населяет 1041 житель, рост численности населения даёт толчок развитию общественного транспорта, соединяющего центр Велика-Горицы с железнодорожными станциями и промышленными предприятиями. Очередной этап развития города относится к послевоенному периоду, когда активно расширяется жилой фонд, что делает Велика-Горицу городом-спутником Загреба. В 1974 году город становится одним из муниципалитетов Загреба, а в 1995 году получает статус города.

## Населённые пункты общины Велика-Горица
Община Велика-Горица состоит из 58 населённых пунктов, а именно: 
Бапча, 
Буковчак, 
Бушевец, 
Церовски-Врх, 
Цветкович-Брдо, 
Чрнковец, 
Доня-Ломница, 
Доне-Подоточье, 
Дрене-Шчитаревско, 
Дубранец, 
Горня-Ломница, 
Горне-Подоточье, 
Градичи, 
Гудцы, 
Густелница, 
Ягодно, 
Еребич, 
Ключич-Брдо, 
Кобилич, 
Козьяча, 
Куче, 
Лази-Туропольски, 
Лазина-Чичка, 
Лекнено, 
Лукавец, 
Мала-Буна, 
Мала-Косница, 
Маркушевец-Туропольски, 
Мичевец, 
Мраклин, 
Новаки-Шчитаревски, 
Ново-Чиче, 
Обрезина, 
Огулинец, 
Окуе, 
Петина, 
Петравец, 
Петровина-Туропольска, 
Поляна-Чичка, 
Првоножина, 
Ракитовец, 
Рибница, 
Сасы, 
Сельница-Щитарьевска, 
Соп-Букевски, 
Старо-Чиче, 
Стрмец-Букевски, 
Щитарьево, 
Шиляковина, 
Трнье, 
Турополье, 
Велика-Буна, 
Велика-Горица, 
Велика-Косница, 
Велика-Млака, 
Вукомерич, 
Вуковина, 
Заблатье-Посавско.

## Экономика
Экономическое развитие Велика-Горцы строится на основе малого бизнеса и сельского хозяйства. В городе зарегистрировано 1460 торговых, 983 малых и 17 средних и крупных предприятий. Область насчитывает около 4700 семейных ферм. Предприниматели и ремесленники в основном заняты в торговле (27 %), сфере услуг (15 %) и строительстве (11 %). Тем не менее, область является наиболее известной своими предприятиями по дерево- и металлообработке. В регионе находится несколько лесопилок и других предприятий по переработке древесины.
В 2007 году активная часть населения Велика-Горицы была занята в производстве (17 %), торговле (16 %), на транспорте, в складских работах и связи (9 %). Основными отраслями экономики являлись: деревообработка, пищевая, строительная и кожевенная промышленность, а также сельское хозяйство.

## Образование
В городе функционирует 5 начальных школ, 5 средних школ и политехнический колледж Велика-Горица. В Велика-Горице находится авиационной технический институт — учебное заведение, работающее в рамках министерства обороны Хорватии, готовящее специалистов по обслуживанию и ремонту гражданских и военных самолетов и вертолетов.

## Достопримечательности
- Туропольский град — крепость XVIII века. Ныне — краеведческий музей.
- Развалины римской Андавтонии в Щитареве, 8 км от города.
- Деревянные часовни Турополья. Несколько уникальных небольших часовен в окрестностях Великой Горицы. Построены в XVII веке.
- Озеро Чиче — живописное озеро рядом с городом. Излюбленное место отдыха горожан.

## Ссылки

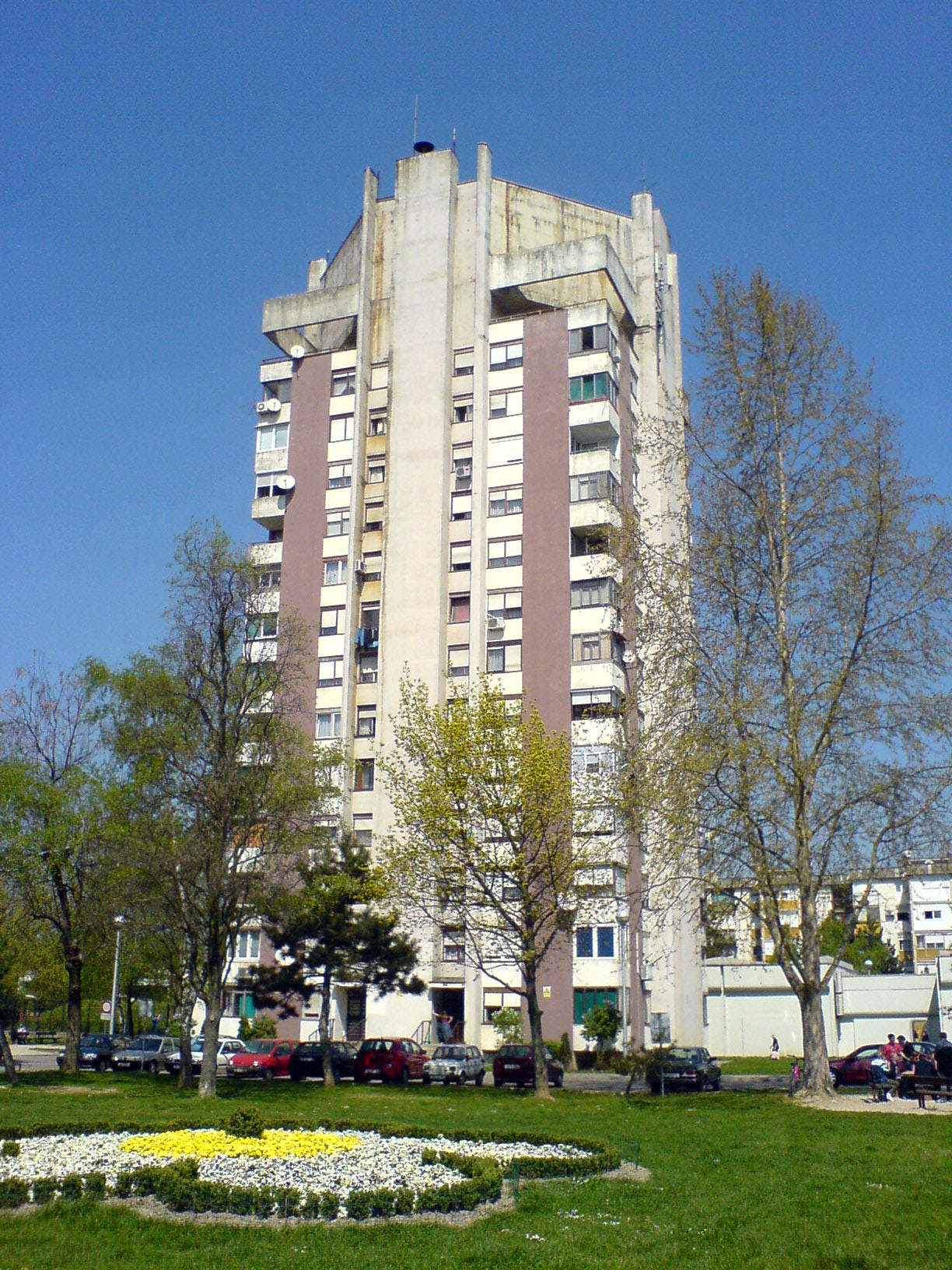
Велика Горица